# Juan Daniel Murillo
Juan Daniel Murillo Machado (Puerto Berrio, Antioquia, Colombia; 24 de septiembre de 1987) es un futbolista colombiano Nacido en Puerto Berrio-Antioquia. Juega como defensa lateral izquierdo y su equipo actual es el Deportivo Pereira de la Categoría Primera B colombiana.

## Trayectoria
Juan Daniel Murillo debutó como jugador profesional en 2007 con Boyacá Chicó Fútbol Club, posteriormente en el primer semestre del 2008 estuvo en Acadèmicos de México, en el segundo semestre del 2008 fue fichado por Atlético Bucaramanga de la Categoría Primera B colombiana. Fue fichado por el Cúcuta Deportivo en enero del (2015), pero a mediados del mismo año fue licenciado por bajo rendimiento, en julio de 2015 fue fichado por Rionegro Águilas Doradas donde jugó lo que restaba del año. En el 2016 fue fichado por el Deportivo Pereira, club donde se mantiene hasta la actualidad.

## Clubes
| Club                 | País     | Año           |
| -------------------- | -------- | ------------- |
| Boyacá Chicó         | Colombia | 2007          |
| Académicos           | México   | 2008          |
| Atlético Bucaramanga | Colombia | 2008          |
| Unión Magdalena      | Colombia | 2009 - 2010   |
| Atlético Bucaramanga | Colombia | 2011 - 2013   |
| Boyacá Chicó         | Colombia | 2014          |
| Cúcuta Deportivo     | Colombia | 2015          |
| Águilas Doradas      | Colombia | 2015          |
| Deportivo Pereira    | Colombia | 2016-presente |